# جون أ. دوفي
جون أ. دوفي (بالإنجليزية: John A. Duffy)‏ هو كاهن كاثوليكي وأستاذ جامعي أمريكي، ولد في 29 أكتوبر 1884 في جيرسي سيتي في الولايات المتحدة، وتوفي في 27 سبتمبر 1944.